# Company B
Company B ist ein amerikanisches Latin-Freestyle-Trio, das 1986 vom kubanisch-amerikanischen Produzenten Ish „Angel“ Ledesma mit den Mitgliedern Lori L. (Ledesma), Charlotte McKinnon und Susan (Gonzalez) Johnson gegründet wurde.

## Diskografie
| Jahr | Album                                                 | Billboard 200 |
| ---- | ----------------------------------------------------- | ------------- |
| 1987 | Company B                                             | 143           |
| 1989 | Gotta Dance                                           | —             |
| 1996 | 3                                                     | —             |
| 1996 | Jam on Me                                             | —             |
| 1998 | Irresistible (re-released in 2011 as Goddess of Love) | —             |